# Kabinet-Ishiba I
Het kabinet–Ishiba I (Japans: 第1次石破内閣) was de regering van Japan van 1 oktober 2024 tot 11 november 2024.

## Kabinet–Ishiba I (2024)
| Ambtsbekleder                                 | Ambtsbekleder      | Ambtsbekleder                         | Functie(s)                                                        | Ambtstermijn     | Ambtstermijn     | Partij(en) |
| --------------------------------------------- | ------------------ | ------------------------------------- | ----------------------------------------------------------------- | ---------------- | ---------------- | ---------- |
|                                               | Shigeru Ishiba     | Shigeru Ishiba 石破 茂 (1957)         | Premier                                                           | 1 oktober 2024   | heden            | LDP        |
|                                               | Yoshimasa Hayashi  | Yoshimasa Hayashi 林 芳正 (1961)      | Secretaris- generaal                                              | 13 december 2023 | heden            | LDP        |
|                                               | Seiichiro Murakami | Seiichiro Murakami 村上 誠一郎 (1952) | Minister van Binnenlandse Zaken en Communicatie                   | 1 oktober 2024   | heden            | LDP        |
|                                               | Takeshi Iwaya      | Takeshi Iwaya 岩屋 毅 (1957)          | Minister van Buitenlandse Zaken                                   | 1 oktober 2024   | heden            | LDP        |
|                                               | Katsunobu Kato     | Katsunobu Kato 加藤 勝信 (1955)       | Minister van Financiën                                            | 1 oktober 2024   | heden            | LDP        |
|                                               | Hideki Makihara    | Hideki Makihara 牧原 秀樹 (1971)      | Minister van Justitie                                             | 1 oktober 2024   | 11 november 2024 | LDP        |
|                                               | Yoji Muto          | Yoji Muto 武藤 容治 (1955)            | Minister van Economische Zaken                                    | 1 oktober 2024   | heden            | LDP        |
|                                               | Gen Nakatani       | Gen Nakatani 中谷 元 (1957)           | Minister van Defensie                                             | 1 oktober 2024   | heden            | LDP        |
|                                               | Takamaro Fukuoka   | Takamaro Fukuoka 福岡 資麿 (1973)     | Minister van Volksgezondheid, Arbeid en Welzijn                   | 1 oktober 2024   | heden            | LDP        |
|                                               | Toshiko Abe        | Toshiko Abe 阿部 俊子 (1959)          | Minister van Onderwijs, Cultuur, Sport, Wetenschap en Technologie | 1 oktober 2024   | heden            | LDP        |
|                                               | Tetsuo Saito       | Tetsuo Saito 斉藤 鉄夫 (1952)         | Minister van Transport, Infrastructuur en Toerisme                | 4 oktober 2021   | 11 november 2024 | NKP        |
|                                               | Yasuhiro Ozato     | Yasuhiro Ozato 小里 泰弘 (1958)       | Minister van Landbouw, Bosbouw en Visserij                        | 1 oktober 2024   | 11 november 2024 | LDP        |
|                                               | Keiichiro Asao     | Keiichiro Asao 浅尾 慶一郎 (1964)     | Minister van Milieu                                               | 1 oktober 2024   | heden            | LDP        |
| Ministers zonder portefeuille                 |                    |                                       |                                                                   |                  |                  |            |
| Ambtsbekleder                                 | Ambtsbekleder      | Ambtsbekleder                         | Functie(s)                                                        | Ambtstermijn     | Ambtstermijn     | Partij(en) |
|                                               | Manabu Sakai       | Manabu Sakai 坂井 学 (1965)           | Voorzitter van de Commissie voor Openbare Orde en Veiligheid      | 1 oktober 2024   | heden            | LDP        |
| Minister zonder portefeuille                  | Manabu Sakai       | Manabu Sakai 坂井 学 (1965)           |                                                                   | 1 oktober 2024   | heden            | LDP        |
| Minister voor Maritieme en Territoriale Zaken | Manabu Sakai       | Manabu Sakai 坂井 学 (1965)           |                                                                   | 1 oktober 2024   | heden            | LDP        |
| Minister voor Rampen- bestrijding             | Manabu Sakai       | Manabu Sakai 坂井 学 (1965)           |                                                                   | 1 oktober 2024   | heden            | LDP        |
|                                               | Masaaki Taira      | Masaaki Taira 平 将明 (1967)          | Minister zonder portefeuille                                      | 1 oktober 2024   | heden            | LDP        |
| Minister voor Administratieve Zaken           | Masaaki Taira      | Masaaki Taira 平 将明 (1967)          |                                                                   | 1 oktober 2024   | heden            | LDP        |
| Minister voor Digitale zaken                  | Masaaki Taira      | Masaaki Taira 平 将明 (1967)          |                                                                   | 1 oktober 2024   | heden            | LDP        |
| Minister voor Bestuurlijke Vernieuwing        | Masaaki Taira      | Masaaki Taira 平 将明 (1967)          |                                                                   | 1 oktober 2024   | heden            | LDP        |
|                                               | Junko Mihara       | Junko Mihara 三原 じゅん子 (1964)     | Minister zonder portefeuille                                      | 1 oktober 2024   | heden            | LDP        |
| Minister voor Sociale Zekerheid               | Junko Mihara       | Junko Mihara 三原 じゅん子 (1964)     |                                                                   | 1 oktober 2024   | heden            | LDP        |
| Minister voor Gelijkheid                      | Junko Mihara       | Junko Mihara 三原 じゅん子 (1964)     |                                                                   | 1 oktober 2024   | heden            | LDP        |
| Minister voor Jeugdzaken                      | Junko Mihara       | Junko Mihara 三原 じゅん子 (1964)     |                                                                   | 1 oktober 2024   | heden            | LDP        |
| Minister voor Geboorte Statistieken           | Junko Mihara       | Junko Mihara 三原 じゅん子 (1964)     |                                                                   | 1 oktober 2024   | heden            | LDP        |
|                                               | Tadahiko Ito       | Tadahiko Ito 伊藤 忠彦 (1964)         | Minister zonder portefeuille                                      | 1 oktober 2024   | heden            | LDP        |
| Minister voor Sendai en Fukushima Zaken       | Tadahiko Ito       | Tadahiko Ito 伊藤 忠彦 (1964)         |                                                                   | 1 oktober 2024   | heden            | LDP        |